# Haití en los Juegos Paralímpicos de Río de Janeiro 2016
Haití estuvo representado en los Juegos Paralímpicos de Río de Janeiro 2016 por un deportista masculino. El equipo paralímpico haitiano no obtuvo ninguna medalla en estos Juegos.